# Lín obecný
Lín obecný (Tinca tinca) je nativním druhem Evropy a částí západní Asie. Je to ekonomicky významná ryba, která se řadí do třídy Actinopterygii – paprskoploutví » řád Cypriniformes – máloostní » čeleď Cyprinidae – kaprovití » rod Tinca – lín.

## Popis

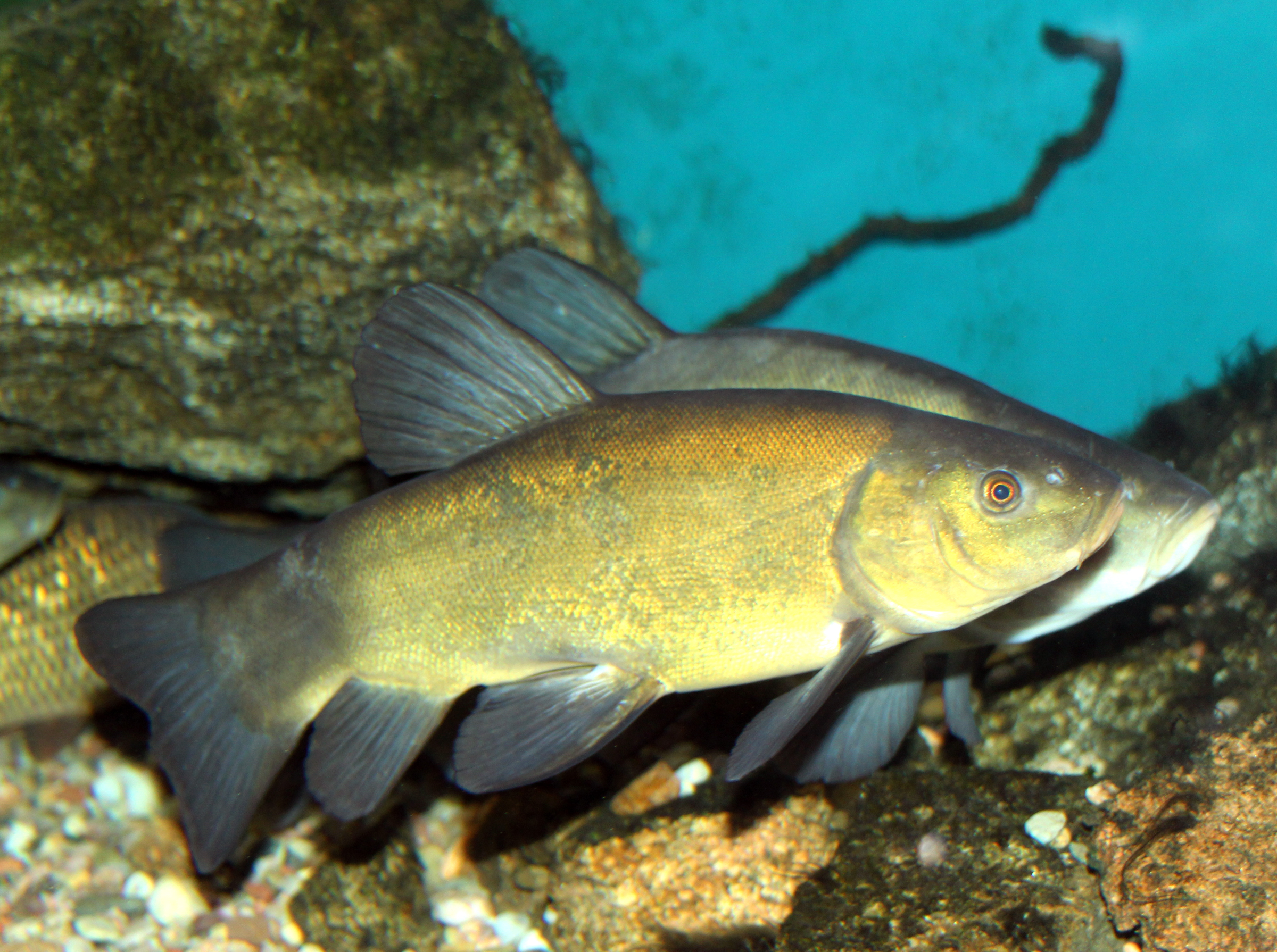
na výstavě „Pod hladinou Vltavy“, Praha

Samec lína dosahuje maximální délky 70 cm a hmotnosti 7,5 kg. Průměrná délka je však 20 cm. Dožívá se až 20 let. Tělo má krátké a vysoké. Průřez je oválný. Barva lína je závislá na habitatu, ve kterém se nachází. V čistých rašelinových vodách mohou mít olivou černě zelenou barvu se zlatými odrazy. Ve vodách, kde je nižší viditelnost, mohou být jedinci téměř béžoví. Lín je charakteristický oblými ploutvemi, přičemž ocasní ploutev se může zdát seseknutá. Břišní ploutve jsou postaveny v abdominální krajině. Tento druh ryby má silnou slizovou vrstvu, pod kterou se nacházejí drobné šupiny, které jsou hluboce zarostlé ve velmi silné kůži. Tyto silné vrstvy slouží línovi k bezpečnému pronikání vegetací.
Hlava má trojúhelníkový tvar, na ní je černé pohyblivé oko s načervenalou duhovkou. Ústa jsou poměrně malá se silnými rty a dobře vyvinutými požerákovými zuby.
Pohlavní dimorfismus je zřejmý. U dospělých jedinců je druhý nerozvětvený paprsek pánevní ploutve zahuštěn svalovým výběžkem. Tyto paprsky jsou delší a dosahují až k řitní ploutvi.

## Determinační znaky
Lín má na rozdíl od kapra obecného pouze jeden pár požerákových zubů. Hřbetní ploutev je krátká, tím se lín odlišuje od kapra obecného a karasů.

## Výskyt
Lín je nativním druhem téměř v celé Asii až na Indonésii, Indii, Izrael, Japonsko, Kyrgyzstán a Uzbekistán. V celé Africe, Jižní a Severní Americe byl lín introdukován. V Evropě byl zavlečen do Irska, Itálie a Norska. Do Austrálie a na Nový Zéland byl také zavedený. Do Severní Ameriky byl nejspíše zavlečen jako potrava pro ryby a pro sportovní rybaření. Během let 1886 až 1896 bylo v Severní Americe vypuštěno více než 138 000 línů. Mnoho línů také uniklo z rybích farem.

## Ekologie
Typicky se nachází v mělkých jezerech s ox-bow, stojatých vodách a pomalu se pohybujících tocích, které jsou prorostlé vegetací. Zimy často přečkává zahrabaný na dně v blátě. Dospělci preferují teplá jezera a rybníky s rostlinami a bahnitými dny. Larvy a mladí jedinci se pohybují pouze v husté vegetaci. Jsou schopni tolerovat nízké množství kyslíku. Je schopný žít v mírně slaných vodách Baltu.
V teplejších sezónách lín vyhledává nízké teploty a schovává se v hlubokých dírách a stínech. V teplých obdobích není příliš aktivní a krmí se až po soumraku. Přestože jsou líni velice odolné ryby, byl zaznamenán vysoký úhyn larev v eutrofních vodách.

## Potrava
Potravní preference záleží na věku ryby. Potrava se skládá z detritu, bentických organismů a rostlinných materiálů. Larvy a juvenilní ryby se živí spíše planktonem, zatímco dospělci konzumují měkkýše, drobné korýše a larvy hmyzu.

## Rozmnožování
K prvnímu rozmnožování dochází u samců okolo 4 let v délce 9,5 cm, samice mají pohlavní dospělost o rok později a velikost je okolo 12,5 cm. K tření dochází od května do října, ve střední Evropě obvykle v červnu až červenci při teplotách nad 19 °C . Nejčastěji, když teplota dosáhne 22–24 °C. Pokud přetrvá teplé počasí, samice se mohou třít 1–9krát za rok, tedy každých 11–15 dní. Při kolísání teplot dochází k vysoké embryonální mortalitě. Ryby preferují pro tření mělké a hustě zarostlé oblasti, kam samice lepí své jikry. Tento druh se snadno reprodukuje v umělých podmínkách za pomoci umělých rostlin. Jikry jsou malé a mají žlutou nebo zelenou barvu. K líhnutí dochází v 3. až 8. dnu při 22–24 °C.

## Význam
Lín je chován v akvakulturách a loven sportovními rybáři. Komerční využití je u lína v podobě konzervovaných potravin, čerstvého a mraženého masa. Může být i jako krmivo v rybích farmách pro morčáka evropského (Dicentrarchus labrax Linnaeus, 1758). V České republice se vyskytuje jako doplňující zboží o Vánocích.

## Ochrana/ rizikovost
Jelikož je lín všežravý a tolerantní k rozdílným environmentálním podmínkám, některé země ho označily jako invazivní druh.

## Legislativní opatření
U lína je zákonem stanovena nejmenší lovná velikost, která představuje 20 cm. Délka se měří od vrcholu rypce po konec nejdelších paprsků ocasní ploutve.